# وزارة جميل المدفعي الثانية
وزارة جميل المدفعي الثانية أو الوزارة المدفعية الثانية هي الحكومة العراقية التاسعة عشر.
خلفت هذه الوزارة وزارة جميل المدفعي الأولى واستمرت للفترة من 21 شباط 1934 إلى 25 آب 1934. تشكلت بعدها وزارة علي جودت الأيوبي الأولى.

## التشكيلة الوزارية
تكونت الوزارة من الوزراء أدناه:
- رئيس مجلس الوزراء: جميل المدفعي، وكذلك وزير الداخلية
- وزير الدفاع: رشيد الخوجة
- وزير الخارجية: عبد الله الدملوجي ثم توفيق السويدي
- وزير المالية: ناجي السويدي
- وزير العدلية: جمال رشيد بابان
- وزير المعارف: جلال بابان
- وزير الاقتصاد والمواصلات: عباس مهدي
- آخرون: الوزير عبد المهدي المنتفكي